# Thomas ärkediakonen
Thomas av Split eller Thomas av Spalato (latin: Thomas Spalatensis), mer känd som Thomas ärkediakonen (italienska: Tommaso Arcidiacono, kroatiska: Toma Arhiđakon, latin: Thomas Archidiaconus), född omkring år 1200, död 8 maj 1268, var en romersk-katolsk ärkediakon, historiker och krönikör från Spalato (staden Split i dagens Kroatien). Han författade verket Historia Salonitana och framställs inte sällan som en av de främsta i den medeltida kroatiska historiografin. Tack vare hans nedteckningar om Splits prästerskap, kroatiska adelsmän och ungerska kungar har han gett eftervärlden insyn i det samtida Splits politiska, religiösa och kulturella liv.

## Biografi
Det lilla som är känt om Thomas bakgrund kommer främst men inte uteslutande från hans enda kända verk Historia Salonitana. I verket skriver han mycket kortfattat om sitt liv i tredje person. Han föddes i Split i början av 1200-talet, troligtvis år 1200 eller 1201. Det framgår inte om han var av adlig börd eller ofrälse men flera historiker, däribland Daniele Farlati (1690–1773) och Kerubin Šegvić (1867–1945), har föreslagit att han måste ha kommit från ett högreståndshem. Šegvić menar att bara en man från adelskapet kunde ha positionerat sig så högt upp i den dåtida kyrkliga hierarkin.
Hans etniska bakgrund är oklar. I den traditionella historieskrivningen uppges han härstamma från en lokal familj av romerskt ursprung. Men det finns argument som talar för att Thomas kan ha varit kroat och att den intolerans mot kroater som är närvarande i hans arbete i själva verket representerar den antagonism som under flera århundraden fanns mellan landsbygden och städerna, det kroatiska inlandet och de romansktalande kuststäderna.
Thomas fick troligtvis sin första utbildning vid Katedralskolan i Split och skickades omkring år 1222 till Bologna för fortsatta studier vid stadens universitet. Där fulländande han sina kunskaper (under bland annat Franciskus Accursius) i juridik, retorik, grammatik och notariat. I Bologna träffade han och lyssnade till Franciskus av Assisis predikningar, en händelse som han återberättar i sitt verk där han beskriver personen Franciskus.
Sedan han återvänt till sin hemstad Split tog han sig snabbt uppåt i den kyrkliga hierarkin. Omkring år 1227 utsågs han till notarie och år 1230 till ärkediakon. Kort därefter hamnade han i osämja med Splits dåvarande ärkebiskop, den etniske ungraren Guncellus (Guncel) som hade utsetts av det ungerska hovet och var besläktad med Kroatiens ban. Konflikten löstes år 1234 genom medling från kardinalen Otto i Perugia.
I sitt verk Historia Salonitana beskriver Thomas den mongoliska belägringen av Split 1242 och mongolernas kultur, traditioner och hemland. Han författar därmed de första etnografiska skrifterna i lokal historieskrivning. År 1243 utsågs Thomas till Splits ärkebiskop men hans syn på kyrkans autonomi i Split gjorde att han fick lekmännen emot sig. I rädsla för sitt eget liv tillträdde han aldrig tjänsten som ärkebiskop. Med anledning av detta skrev han med bitterhet om Splits framtida ärkebiskopar.
År 1266 drog sig Thomas tillbaka från det offentliga livet. Han dog den 8 maj 1268 och ligger begraven Sankt Franciskus klosterkyrka i Split. Ett epitafium med latinsk text markerar hans gravplats i kyrkan.

## Politiska åskådningar
Thomas var en stark förespråkare av medeltida kommuner. Han ville bevara Splits höga grad av autonomi och motarbetade alla försök som kunde leda till att staden skulle domineras av den ungersk-kroatiske kungen, kroatiska feodalherrar eller venetianarna. I sitt verk skriver han föraktfullt om det kroatiska adelskapet i inlandet och ungersk-kroatiska kungar som i politisk mening försökte upphäva Splits relativa självstyre. Omvänt visade han vördnad för dem (kroatiska kungar och senare under 1200-talet de ungersk-kroatiska kungarna) som respekterade Splits autonomi.
År 1239 organiserade han en ny administration i Split enligt så kallad latinsk modell (regimen Latinorum) med Gargane de Ascindis från Ancona som stadens podestà. Brukligt dessförinnan var att stadens styrande valdes bland den kroatisk-ungerska adeln. Förfarandet ledde till vad Thomas upplevde som den ungersk-kroatiske kungen Béla IV:s inblandning i stadens inre angelägenheter. Thomas förespråkade även kyrkans autonomi inom staden (i enlighet med den officiella romerska kyrkans lära) och uteslutandet av ofrälse och vanliga stadsmedborgare från att blanda sig i kyrkans verksamhet (till exempel vid val av ärkebiskopen).